# 157-я стрелковая дивизия (2-го формирования)
157-я стрелковая дивизия (157 сд) — воинское формирование (соединение, стрелковая дивизия) РККА в Великой Отечественной войне.
Дивизия участвовала в боевых действиях с 14 июля 1943 года по 2 сентября 1945 года
Сокращённое наименование — 157 сд.

## История

### Формирование
Формирование дивизии осуществлялось под общим руководством полковника Д. И. Голубева в период c 25 мая по 14 июля 1943 года в районе города Зубцов Калининской области на базе 134-й (в состав действующей армии не входила) и 148-й (в составе действующей армии с 10.05.1942 по 08.05.1943) отдельных стрелковых бригад. В дивизии создаются три стрелковых полка (384-й, 633-й, 716-й), 422-й артиллерийский полк, отдельный истребительный противотанковый дивизион, отдельная саперная рота, отдельная рота связи, рота разведки и остальные штатные подразделения. Регулярно проводится боевая подготовка, пополнение боевой техникой. Дивизия вошла в состав 68-й армии (командующий — генерал-лейтенант Е. П. Журавлев, начальник штаба — генерал-майор Н. Я. Приходько)

### Боевой путь
В ночь на 15 июля 1943 года дивизия совершила марш через Гжатск, Вязьма, Знаменское, Староселье, Афонино, Потапово, Расловка, Пустошка и к 4 сентября сосредоточилась в районе Олыпанка — Страина (южнее Ельни). 15 сентября дивизия в составе 65-го стрелкового корпуса 33-й армии Западного фронта перешла в наступление в направлении Сивцево и участвовала в Смоленской, Смоленско-Рославльской наступательной операции. В ходе операций нанесла поражение войскам левого крыла немецкой группы армий «Центр», с боями освободила многие населенные пункты Смоленской области и вошла на территорию Белоруссии.
С 16 апреля 1944 года дивизия перешла в подчинение 33-й армии Западного фронта (с 24 апреля — 2-го Белорусского) и с 29 июня принимала участие в Белорусской, Минской, Вильнюсской и Каунасской наступательных операциях. За отличные боевые действия по прорыву обороны немцев на реке Неман ей было присвоено наименование «Неманская» (12.8.1944). С 11 по 28 августа дивизия находилась на пополнении, затем вошла в состав 11-й гвардейской армии 3-го Белорусского фронта и заняла оборону на рубеже рек Шешупе и Шеймена. Со 2 октября дивизия вошла в 5-ю армию и участвовала в Гумбиненской, Восточно-Прусской, Инстербургско-Кёнигсбергской наступательных операциях. За образцовое выполнение заданий командования в боях при прорыве обороны немцев в Восточной Пруссии она была награждена орденом Кутузова 2-й ст. (19.02.1945).
С 20 апреля 1945 года дивизия была выведена в резерв Ставки ВГК и к 30 мая передислоцирована на Дальний Восток в состав Приморской группы войск. С 9 августа 1945 года она в составе 5-й армии 1-го Дальневосточного фронта участвовала в Маньчжурской, Харбино-Гиринской наступательных операциях. За образцовое выполнение заданий командования в боях против японских войск на Дальнем Востоке при форсировании реки Уссури, прорыве Хутоуского, Мишаньского, Пограничненского и Дуннинского укрепленных районов, овладении городами Мишань, Яньцзи, Харбин она была награждена орденом орденом Суворова 2-й ст. (19.9.1945). В сентябре осуществлялся прием капитулирующих японских войск.

### Расформирование
В конце 1945 года осуществлялся вывод частей дивизии на территорию Приморского края, где в феврале 1946 года она была расформирована. В дальнейшем на базе частей расформированной дивизии была создана 9-я пулемётно-артиллерийская дивизия.

## Полное название
157-я стрелковая Неманская орденов Суворова и Кутузова дивизия

## Состав
- 384-й стрелковый Краснознаменный[2] ордена Кутузова полк

 (5 апреля 1945 года- за взятие городов Хайльсберг и Фридланд)
- 633-й стрелковый Ковенский ордена Кутузова полк

 (19 февраля 1945 года- за взятие города Инстербург)
- 716-й стрелковый Краснознаменный ордена Суворова полк

 (19 сентября 1945 года- за форсирование реки Уссури, прорыв Хутоуского, Мишаньского, Пограничненского и Дуннинского укрепленных районов японцев и овладение городами Мишань, Гирин, Яньцзи, Харбин.)
 (26 апреля 1945 года- за разгром окруженной восточно-прусской группы немецких войск юго-западнее Кенигсберга)
- 422-й артиллерийский Краснознаменный ордена Кутузова полк (85-й лап)

 (19 сентября 1945 года- за форсирование реки Уссури, прорыв Хутоуского, Мишаньского, Пограничненского и Дуннинского укрепленных районов японцев и овладение городами Мишань, Гирин, Яньцзи, Харбин.)
 (5 апреля 1945 года- за взятие городов Хайльсберг и Фридланд)
- 150-й саперный ордена Красной Звезды батальон

 (26 апреля 1945 года- за разгром окруженной восточно-прусской группы немецких войск юго-западнее Кенигсберга)
- 212-й отдельный истребительно-противотанковый дивизион
- 199-й отдельный батальон связи
- 175-я зенитная артиллерийская батарея (272-й отдельный зенитный артиллерийский дивизион)
- 141-я отдельная разведывательная рота
- 133-й отдельный медико-санитарный батальон (152-й)
- 149-я отдельная рота химической защиты
- 124-я автотранспортная рота
- 367-я полевая хлебопекарня
- 157-й дивизионный ветеринарный лазарет
- 492-я полевая почтовая станция
- 217-я полевая касса Государственного банка

## Подчинение
| Дата            | Фронт                     | Армия                  | Корпус                            | Примечания   |
| --------------- | ------------------------- | ---------------------- | --------------------------------- | ------------ |
| 01.06.1943 года | Резерв ставки ВГК         | 68-я армия             |                                   | формирование |
| 01.07.1943 года | Резерв ставки ВГК         | 68-я армия             |                                   | -            |
| 01.08.1943 года | Западный фронт            | 68-я армия             |                                   | -            |
| 01.09.1943 года | Западный фронт            | 33-я армия             | 65-й стрелковый корпус            | -            |
| 01.10.1943 года | Западный фронт            | 21-я армия             | 61-й стрелковый корпус            | -            |
| 01.11.1943 года | Западный фронт            | 68-я армия             | 69-й стрелковый корпус            | -            |
| 01.12.1943 года | Западный фронт            | 33-я армия             | 69-й стрелковый корпус            | -            |
| 01.01.1944 года | Западный фронт            | 33-я армия             | 81-й стрелковый корпус            | -            |
| 01.02.1944 года | Западный фронт            | 5-я армия              | 45-й стрелковый корпус            | -            |
| 01.03.1944 года | Западный фронт            | 5-я армия              |                                   | -            |
| 01.04.1944 года | Западный фронт            | 5-я армия              | 45-й стрелковый корпус            | -            |
| 01.05.1944 года | 2-й Белорусский фронт     | 33-я армия             | 62-й стрелковый корпус            | -            |
| 01.06.1944 года | 2-й Белорусский фронт     | 33-я армия             | 62-й стрелковый корпус            | -            |
| 01.07.1944 года | 2-й Белорусский фронт     | 33-я армия             | 62-й стрелковый корпус            | -            |
| 01.08.1944 года | 3-й Белорусский фронт     | 33-я армия             | 62-й стрелковый корпус            | -            |
| 01.09.1944 года | 3-й Белорусский фронт     | фронтовое подчинение   | 113-й стрелковый корпус           | -            |
| 01.10.1944 года | 3-й Белорусский фронт     | 11-я гвардейская армия | 8-й гвардейский стрелковый корпус | -            |
| 01.11.1944 года | 3-й Белорусский фронт     | 5-я армия              | 65-й стрелковый корпус            | -            |
| 01.12.1944 года | 3-й Белорусский фронт     | 5-я армия              | 65-й стрелковый корпус            | -            |
| 01.01.1945 года | 3-й Белорусский фронт     | 5-я армия              | 65-й стрелковый корпус            | -            |
| 01.02.1945 года | 3-й Белорусский фронт     | 5-я армия              | 45-й стрелковый корпус            | -            |
| 01.03.1945 года | 3-й Белорусский фронт     | 5-я армия              | 45-й стрелковый корпус            | -            |
| 01.04.1945 года | 3-й Белорусский фронт     | 5-я армия              | 45-й стрелковый корпус            | -            |
| 01.05.1945 года | Резерв ставки ВГК         | 5-я армия              | 45-й стрелковый корпус            | -            |
| 01.06.1945 года | Резерв ставки ВГК         | 5-я армия              | 45-й стрелковый корпус            | -            |
| 01.07.1945 года | Приморская группа войск   | 5-я армия              | 45-й стрелковый корпус            | -            |
| 01.08.1945 года | Приморская группа войск   | 5-я армия              | 45-й стрелковый корпус            | -            |
| 01.09.1945 года | 1-й Дальневосточный фронт | 5-я армия              | 45-й стрелковый корпус            | -            |

## Командование

### Командиры
- Голубев, Дмитрий Иванович (21.05.1943 — 16.06.1943), полковник.
- Зайцев, Григорий Кондратьевич (17.06.1943 — 23.09.1943), полковник. 21 сентября 1943 г. был смертельно ранен и умер.
- Виноградов, Александр Ефимович (24.09.1943 — 23.11.1943), полковник.
- Щенников, Александр Александрович (24.11.1943 — 14.02.1944), полковник.
- Катюшин, Василий Александрович (15.02.1944 — 25.03.1944), полковник.
- Кусакин, Николай Фёдорович (26.03.1944 — 29.03.1944), полковник.
- Колесников, Михаил Мефодьевич (30.03.1944 — 26.05.1944), полковник.
- Катюшин, Василий Александрович (27.05.1944 — 13.03.1945), полковник.
- Кусакин, Николай Фёдорович (14.03.1945 — ??.09.1945), полковник.
- Гордиенко, Арсений Игнатьевич (??.09.1945 — ??.02.1946), полковник.

### Заместители командира
- Зайцев, Григорий Кондратьевич (21.05.1943 — 16.06.1943), подполковник.
- Голубев, Дмитрий Иванович (17.06.1943 — 14.07.1943), полковник.

### Начальники штаба
- Кусакин, Николай Фёдорович (16.03.1944 — 13.03.1945), полковник.

## Награды и наименования
| Награда (наименование)            | Дата             | За что награждена |
| --------------------------------- | ---------------- | --- |
| Почётное наименование «Неманская» | 12 августа 1944  | За отличия в боях по прорыву обороны немцев на реке Неман |
| Орден Кутузова II степени         | 19 февраля 1945  | За образцовое выполнение заданий командования в боях с немецкими захватиками, при прорыве обороны немцев в Восточной Пруссии и проявленные при этом доблесть и мужество |
| Орден Суворова II степени         | 19 сентября 1945 | За образцовое выполнение заданий командования в боях против японских войск на Дальнем Востоке при форсировании реки Уссури, прорыве Хутоуского, Мишаньского, Пограничненского и Дуннинского укрепленных районов, овладении городами Мишань, Яньцзи, Харбин, и проявленные при этом доблесть и мужество |

Личный состав 157-й стрелковой Неманской орденов Суворова и Кутузова дивизии получил шесть благодарностей в приказах Верховного Главнокомандующего:
- За форсирование реки Неман, прорыв сильно укрепленной обороны противника на западном берегу и овладение городом и крупной железнодорожной станцией Мариамполь, а так же важными узлами коммуникаций Пильвишки, Шостаков, Сейны. 31 июля 1944 года № 160.
- За овладение штурмом городом и крепостью Каунас (Ковно) — оперативно важным узлом коммуникаций и мощным опорным пунктом обороны немцев, прикрывающим подступы к границам Восточной Пруссии. 1 августа 1944 года № 161.
- За овладение мощными опорными пунктами обороны противника — Ширвиндт, Наумиестис (Владиславов), Виллюнен, Вирбалис (Вержболово), Кибартай (Кибарты), Эйдткунен, Шталлупенен, Миллюнен, Вальтеркемен, Пиллюпенен, Виштынец, Мелькемен, Роминтен, Гросс Роминтен, Вижайны, Шитткемен, Пшеросьль, Гольдап, Филипув, Сувалки на территории Восточной Пруссии. 23 октября 1944 года № 203.
- За овладение штурмом в Восточной Пруссии городом Инстербург — важным узлом коммуникаций и мощным укрепленным районом обороны немцев на путях к Кенигсбергу. 22 января 1945 года. № 240.
- За завершение ликвидации окруженной восточно-прусской группы немецких войск юго-западнее Кенигсберга. 29 марта 1945 года. № 317.
- За форсирование реки Уссури, прорыв Хутоуского, Мишаньского, Пограничненского и Дуннинского укрепленных районов японцев и овладение городами Мишань, Гирин, Яньцзи, Харбин. 23 августа 1945 года. № 372.

## Отличившиеся воины дивизии
| Награда | Ф. И. О.                  | Должность                                                                    | Звание          | Дата награждения                 | Примечания |
| ------- | ------------------------- | ---------------------------------------------------------------------------- | --------------- | -------------------------------- | --- |
|         | Тимшин, Павел Григорьевич | командир пулемётного расчёта 633-го стрелкового полка                        | Младший сержант | 24.03.1945                       | Звание Героя Советского Союза получил за отражение немецкой контратаки в районе населённого пункта Богряны под городом Вилкавишкис (Литва). |
|         | Жалнин, Григорий Иванович | командир взвода 212-го отдельного истребительного противотанкового дивизиона |                 | 14.02.1944 03.09.1944 03.11.1992 | |

## Память
- В Государственном бюджетном общеобразовательном учреждении города Москвы «Школа № 717» находится Музей Боевой славы 157 Неманской орденов Суворова и Кутузова II степени стрелковой дивизии[13]